# Barichneumon macariae
Barichneumon macariae là một loài tò vò trong họ Ichneumonidae.